# Team Kuota-Indeland/Saison 2010
Dieser Artikel listet Erfolge und Mannschaft des Radsportteams Kuota-Indeland in der Saison 2010 auf.

## Abgänge-Zugänge
| >>>Zugänge                   | Team 2009                  | Abgänge>>>                | Team 2010              |
| ---------------------------- | -------------------------- | ------------------------- | ---------------------- |
| Dirk Finders                 | Josan Isorex               | Andreas Stauff            | Quick Step             |
| Luc Hagenaars                | KrolStonE Continental Team | Luke Roberts              | Team Milram            |
| Alexander Schmitt            | Seven Stones               | Dennis Pohl               | Giant Asia Racing Team |
| Daniel Westmattelmann        | Seven Stones               | Thomas Bontenackels       | Seven Stones           |
| David Kopp                   | Cycle Collstrop (2008)     | Andreas Henig             | Seven Stones           |
| Florian Monreal              | Neoprofi                   | Alexander Gottfried       | Team NetApp            |
| Daniel Mrosek                | Neoprofi                   | Mathias Jelitto           | Unbekannt              |
| Christian Patron (ab 01.08.) | Neoprofi                   | Oliver Johr               | Unbekannt              |
|                              |                            | Tim Klessa                | Unbekannt              |
|                              |                            | Jakob Maßen               | Unbekannt              |
|                              |                            | Joachim Tolles            | Unbekannt              |
|                              |                            | Dirk Finders (bis 31.05.) | Team WorldofBike.Gr    |

## Mannschaft
| Name                    | Geburtstag         | Nationalität |
| ----------------------- | ------------------ | ------------ |
| Matthias Bertling       | 6. Juli 1987       | Deutschland  |
| Stefan Ganser           | 10. Dezember 1978  | Deutschland  |
| Björn Glasner           | 5. Mai 1973        | Deutschland  |
| Alexander Grad          | 3. Februar 1990    | Deutschland  |
| Luc Hagenaars           | 27. Juli 1987      | Niederlande  |
| Florenz Knauer          | 8. Januar 1989     | Deutschland  |
| David Kopp              | 5. Januar 1979     | Deutschland  |
| Michael Kurth           | 18. November 1986  | Deutschland  |
| Marcel Meisen           | 8. Januar 1989     | Deutschland  |
| Florian Monreal         | 23. Mai 1986       | Deutschland  |
| Daniel Mrosek           | 25. März 1991      | Deutschland  |
| Christian Patron        | 22. September 1988 | Belgien      |
| Emmanuel van Ruitenbeek | 21. März 1987      | Niederlande  |
| Alexander Schmitt       | 18. August 1989    | Deutschland  |
| Daniel Westmattelmann   | 31. Oktober 1987   | Deutschland  |